# Полицейский-мошенник
«Полицейский-мошенник» (англ. Rogue Cop) — фильм нуар режиссёра Роя Роулэнда, вышедший на экраны в 1954 году.
В основу фильма положен одноимённый роман Уильяма П. Макгиверна, впервые опубликованный в журнале Cosmopolitan в апреле 1954 года. Фильм рассказывает о коррумпированном детективе Кристофере Келвейни (Роберт Тейлор), младший брат которого Эдди, начинающий, идеалистически настроенный дорожный полицейский, оказывается свидетелем, который сможет опознать убийцу в суде. Главари мафии давят на Кристофера, требуя, чтобы его брат отказался от опознания в суде, однако младший брат не поддаётся ни на подкуп, ни на прямые угрозы его жизни. Кристофер продолжает искать решение, но после того, как мафия устраняет Эдди, старший брат встаёт на путь мести мафиозным главарям.
Фильм принёс Джону Зейтцу номинацию на Оскар за лучшую чёрно-белую операторскую работу. Это была последняя работа Джанет Ли в качестве контрактной актрисы студии Metro-Goldwyn-Mayer.

## Сюжет
Поздно вечером в крупном городе в зале игровых автоматов работает наркодилер. Некий мужчина следит за ним, затем подходит и тихо убивает его ножом, утверждая, что это его территория. Затолкнув убитого в будку, мужчина быстро выходит из зала на улицу. Около самого выхода его останавливает за нарушение правил парковки патрульный полицейский Эдди Келвейни (Стив Форрест). В этот момент из зала, где обнаружили убитого, доносится крик. Эдди бежит в зал, и в этот момент неизвестный срывается на машине с места и уезжает. В отдельном кабинете полицейского участка группа детективов играет в покер. В кабинет заходит детектив Сидни Майерс (Роберт Элленстейн), рассказывающий своему коллеге сержанту Кристоферу «Крису» Келвейни (Роберт Тейлор), что только что произошло убийство в зале игровых автоматов, и брат Криса видел убийцу, но не успел его задержать. В разговоре коллеги намекают Крису, что вряд ли он разбогател, играя по правилам. Тем временем Эдди просматривает полицейскую картотеку со снимками преступников, и с помощью подошедшего брата устанавливает имя убийцы — это некий Джордж «Ринклс» Фэллон (Питер Брокко). На улице Кристофер выясняет у своего платного информатора, продавщицы газетного киоска Сельмы (Олив Кэйри), что Фэллон скорее всего играет в карты в закрытом билльардном зале «У Джо». Подъехав к запертому залу, Крис и Эдди разбивают витрину и врываются внутрь помещения, где в одной из комнат находят группу игроков в покер, среди них оказывается Фэллон, которого детективы уводят с собой. Информация о задержании Фэллона попадает в газеты. На следующий день во время рабочего дня Кристофера кто-то по телефону срочно вызывает, назначая встречу на ипподроме. В ресторане ипподрома Крис приветствует красивую молодую Нэнси Корлейн (Энн Фрэнсис), любовницу мафиозного босса Дэна Бомонта (Джордж Рафт), которая проводит время за выпивкой. Появившийся Бомонт просит Нэнси пойти посмотреть скачки, так как у него с Крисом будет серьёзный разговор. Оставшись наедине, Бомонт просит сделать так, чтобы Эдди не опознал Фэллона в суде. Недоумевающий Кристофер спрашивает, какое может быть дело Бомонту до такой мелкой сошки, как Фэллон и, кроме того, после задержания это сделать довольно сложно. Однако Бомонт настаивает, напоминая, что не зря же он столько лет подкармливал Эдди. Так как Эдди за отказ от показаний может быть уволен из полиции, Бомонт предлагает дать ему крупную сумму в 15 тысяч долларов, а в случае увольнения, взять его на содержание. Бомонт подчёркивает, что они Аккерманом хотят, чтобы это было сделано немедленно, намекая Крису, что если бы Эдди не был его братом, они решили бы вопрос более дешёвым способом. Тем же вечером Крис приходит в ночной клуб, где работает певицей девушка его брата Карен Стефансон (Джанет Ли). За стойкой бара он подсаживается к Эдди, начиная с ним разговор о Карен, на которой тот собирается жениться. Однако, говорит Крис, в браке жить тяжело на 65 долларов в неделю. Далее старший брат говорит, что некие большие люди готовы прилично заплатить Эдди, если он не узнает Фэллона в суде. В противном случае они раздавят Эдди как клопа. Такие слова возмущают принципиального Эдди, который категорически отказывается иметь с преступниками дело, утверждая, что их отец — также бывший коп — от таких разговоров перевернулся бы в могиле. Тогда Крис прямо говорит, либо ты возьмёшь 15 тысяч и дашь нужные показания, либо тебя убьют. В этот момент к из столику подходит Карен, и Эдди знакомит её с братом. Наедине Крис напоминает Карен, что они уже встречались ранее в Майами два года назад, однако девушка говорит, что это в прошлом и не хочет об этом вспоминать. Тогда Кристофер просит её о встрече попозже вечером после её шоу, так как ему надо поговорить с ней об Эдди.
Крис приезжает в шикарный пентхаус Бомонта, где ему открывает дверь телохранитель мафиозного босса Джонни Старк (Алан Хейл-младший). Ожидая приёма, Крис беседует с Нэнси, а затем мимо охранника заходит в кабинет, где Бомонт беседует со своим партнёром Аккерманом (Роберт Ф. Саймон). Крис уверяет мафиозных главарей, что сможет уговорить Эдди и просит дать возможность сделать это в семейном кругу, однако сомневающийся Аккерман просит привести Эдди на личную беседу следующим вечером. Перед уходом Крис просит дать команду прекратить слежку за братом. Оставшись наедине с Бомонтом, Аккерман спрашивает, можно ли Крису доверять. По словам Бомонта, Крис присматривает для них за букмекерами, собирает долги и улаживает кое-какие уголовные дела. Бомонт уверен в старшем Келвейни, однако не убеждён в том, что его младший брат поведёт себя правильно. Чтобы подстраховаться, они решают пригласить из другого города специального человека, который уменьшит их риски. По телефону Крис получает информацию на Карен от своего человека в Майами, после чего приходит среди ночи к ней домой и сообщает о том, что у Эдди будут большие проблемы, если он не откажется опознать убийцу. Крис говорит с ней не просто как представитель «важных людей», но и как брат, который не хочет, чтобы Эдди убили. Он просит её помочь и сказать Эдди, что ей требуется 8-10 тысяч долларов на операцию, чтобы исправить хромоту и не оказаться в инвалидном кресле. Карен не хочет, чтобы Эдди становился лжецом и вором, тогда Крис говорит ей, что ему известно, что в прошлом она была любовницей мафиози. Следующим утром Крис приходит в гости к младшему брату, говоря, что пообещал Аккерману и Бомонту, что Эдди встретится с ними этим вечером, в противном случае его застрелят. Вспоминая об отце, честном полицейском, Эдди утверждает, что Крис отошёл от его принципов, и ставит достижение материальных благ выше порядочности и служения долгу. Однако Келвейни-старший продолжает уговаривать брата сходить на встречу и пообещать Аккерману и Бомонту то, что они хотят, а затем в суде он сможет сказать правду, так как к тому времени общественный интерес к делу обеспечит ему безопасность. Напоминая о Карен, Крис говорит о её тёмном прошлом и об их ночной встрече, после чего Эдди бьёт брата по лицу и выгоняет из дома.
Утром в участке Криса ожидает местный священник, который просит его не сбивать Эдди с пути и не вмешиваться в отношения между Эдди и Карен. После ухода священника Крис просит Майера вечером помочь ему с одним делом, однако тот отказывается, понимая, что дело нечистое. Крис наносит визит в тюрьму, чтобы выяснить у Фэллона, какую ценность тот представляет для Аккермана и Бомонта, однако преступник отказывается что-либо говорить. Вечером Крис приезжает к Бомонту, дверь ему открывает подвипившая Нэнси. Появившиеся Бомонт и Аккерман, не увидев Эдди, обвиняют Кристофера в том, что он их обманывал, и Бомонт увольняет его, говоря, что дальше сам займётся этим делом. Бомонт говорит, что у него на Криса есть огромный объём компромата, и если тот попадёт к начальнику полиции, тогда Крис сядет надолго. Уходя, разозлённый Крис вступает в драку с телохранителем Джонни, избивая его, а затем бьёт в живот и по лицу Бомонта, посылая того в нокдаун. После того, как опьяневшая Нэнси смеётся над лежащим мафиозным боссом, Бомонт поручает Джонни отвезти любовницу к своим дружкам. В ночном клубе, когда Карен выступает с номером, появляется Крис, показывая знаком, что хочет поговорить с ней. Он говорит, что со своей стороны, был бы рад, если бы они поженились, однако Карен отвечает, что, несмотря на то, что считает Эдди самым чудесным созданием на свете, она его не любит. Крис сообщает, что разыскивает Эдди, которому в любой момент может грозить опасность, затем звонит в участок и просит, чтобы, как только Эдди появится, чтобы срочно позвонил в клуб. В этот момент Крису в клуб звонит Бомонт, заявляя, что не собирается сводить счёты по поводу драки, но настаивает на том, чтобы детектив заставил брата молчать на прежних условиях, давая на его обработку ещё два дня. После этого разговора, который слышит Карен, Крису удаётся убедить её ещё раз побеседовать с Эдди, пообещав ему выйти за него замуж, если он будет вести себя разумно. Не видя иного выхода, Карен соглашается. Среди ночи Криса будет звонок в дверь, и привратник провожает в его квартиру растерзанную, шатающуюся Нэнси. Она рассказывает, что Бомонт выгнал её и отдал для развлечения каким-то своим дружкам. Она пришла к Крису потому, что видела, как он оказал им сопротивление и после этого очень его зауважала. Затем Нэнси говорит, что только что по радио в машине сообщили, что Эдди был застрелен на улице. По телефону Криса срочно вызывают в полицейский морг на опознание. В морге офицер полиции сообщает Кристоферу, что Карен была свидетельницей убийства.
Крис приезжает в участок и направляется к своему шефу, лейтенанту Винсу Бардерману (Рой Баркрофт). За два года Бардерман собрал уже достаточно подтверждений того, что Крис ведёт тёмную, двойную игру, и собирается отстранить его от работы, а также дать ход проведению расследования в отношении него со стороны большого жюри. Тогда Крис прямо сознаётся в том, что он продажный полицейский. Однако в данном случае, когда убит его брат, только он один в состоянии справиться с его убийцами — Бомонтом, Аккерманом и неким киллером — так как в его руках находятся все концы этого дела. Бардерман соглашается не давать ход его делу ещё пару дней и предлагает объединить усилия, при этом Крис станет его человеком, работающим изнутри. В свою очередь Крис просит Бардермана проверить всё на Фэллона, который, вероятно, когда-то получил какой-то компромат на Аккермана и Бомонта, и они очень боятся того, что он заговорит. Крис приезжает к Карен, которая находится под защитой полиции в своей квартире. По его требованию он заставляет её ещё раз пересказать произошедшее во всех подробностях и дать описание внешности убийцы. В ходе дальнейшего разговора Карен обвиняет Криса в том, что он решил бороться с преступниками не потому, что этого требует справедливость и закон, а исключительно из мести, что преступники обманули его лично и убили его брата. От Сельмы Крис узнаёт, что кое-что об убийстве брата должна знать Нэнси, в свою очередь детектив предлагает ей 5 тысяч долларов собственных средств за информацию об убийце брата. Крис решает спрятать Нэнси в квартире Карен, которая находится под защитой полиции, и незаметно от полиции проводит её в эту квартиру. Затем он просит Карен в его отсутствие попробовать разговорить Нэнси и выяснить, что она знает об Аккермане и Бомонте. Вернувшись несколько часов спустя, Крис сначала беседует с Карен, и они просят друг у друга прощения за то, что наговорили друг другу за эти дни, затем Крис спрашивает, насколько легко ей было порвать со своим опекуном в Майами. В этот момент Нэнси приходит в себя и рассказывает, что когда-то в пьяном состоянии Бомонт проболтался ей, что лет 10-15 назад Фэллон, работая уличным фотографом, случайно сделал какие-то фотографии Аккермана и Бомонта, и с тех пор шантажирует ими двух мафиози. Бомонт заплатил ему большую сумму денег за то, чтобы, как он выразился, остаться в живых. Кроме того, вчера ночью, она сказала друзьям Бомонта, что посадит его и Аккермана на электрический стул, и, как догадывается Крис, об этом им уже известно.
Приехав в полицейский участок, Крис просит разыскать ему все нераскрытые дела 10-15-летней давности, где фигурировали убийства на одной из главных улиц, и которые могли снять уличные фотографы. Тут же Криса вызывает к себе начальник участка, в кабинете у него уже находится окружной прокурор. Начальник Криса грозит отставкой и уголовным делом. Однако Крис просит дать ему довести начатое дело до конца. Он сообщает о том, что вышел на след убийства, которое совершили Аккерман и Бомон 10-15 лет назад, которое, по-видимому, попало на фотоплёнку Фэллона. Пока это гипотеза, но если удастся найти снимки, то это будет доказанным фактом, который позволит осудить обоих мафиози. Прокурор просит привезти к нему Нэнси через два часа. Перед уходом Крис говорит, что если даже они схватят двух главарей, у мафии вырастет новая голова. Поэтому, чтобы уничтожить мафию, нужна информация обо всей её структуре, в том числе на тех, кто работает в среднем и низшем звене. И Крис готов предоставить её, даже если за это он сядет в тюрьму. После его ухода начальник полиции посылает Майера проследить за ним. Пока Крис был в полиции, детективы из отдела убийств увезли Карен на место преступления, и с её квартиры временно сняли охрану. Ворвавшись внутрь, Крис видит, что в квартире кто-то побывал после отъезда Карен — всюду видны следы борьбы, а затем в ванне он обнаруживает утопленную Нэнси. Крис немедленно направляется к Сельме, которая выяснила имя убийцы — Джои Лэнгли с Западного побережья, и адрес, где тот ожидает получения денег от заказчиков. Крис просит её через свои связи довести до Бомонта, что он узнал, где находится Лэнгли и направляется прямо туда. Крис замечает машину Майера, и вызывает его на разговор, после которого они решают действовать сообща. Крис стучит в дверь комнаты Лэнгли, тот открывает дверь и под угрозой оружия пропускает детектива в неосвещённую комнату, затем обыскивает его. Крис говорит, что он коп, работающий на Бомонта, и показывает свои документы. Когда Лэнгли видит, что его фамилия Келвейни, он на секунду теряет контроль, этого достаточно, чтобы Крис набросился на него. Детектив в драке легко расправляется в киллером, забирает пистолет, надевает на него наручники и выводит из комнаты. Когда уже вместе с Майером они выводят Лэнгли на улицу, Бомон и Аккерман по ним открывают огонь из припаркованной в темноте машины. Начинается перестрелка, в ходе которой сначала ранение получает Майер, затем Крис подкрадывается к машине и в упор убивает Аккермана, в следующий момент Бомонт стреляет в Криса почти в упор, после чего пытается завести машину и скрыться. Однако к нему подбирается Майер и убивает с близкого расстояния. Подъезжает полиция и скорая помощь. В карете скорой помощи Крис говорит Майеру, что он отличный полицейский, и просит у него прощения.

## В ролях
- Роберт Тейлор — детектив-сержант Кристофер Келвейни
- Джанет Ли — Карен Стифенсон
- Джордж Рафт — Дэн Бьюмонт
- Стив Форрест — Эдди Келвейни
- Энн Фрэнсис — Нэнси Корлейн
- Роберт Элленстейн — детектив Сидни И. Майерс
- Роберт Ф. Саймон — Аккерман
- Энтони Росс — отец Эхерн
- Алан Хейл — младший — Джонни Старк
- Питер Брокко — Джордж «Ринклс» Фэллон
- Винс Эдвардс — Джои Лэнгли
- Олив Кэйри — Сельма
- Расселл Джонсон — патрульный Карленд (в титрах не указан)

## Создатели фильма и исполнители главных ролей
Как пишет критик Роджер Фристоу, «студия Metro-Goldwyn-Mayer, более всего известная своими солнечными семейными фильмами, редко погружалась в мрачный мир фильма нуар. Но она доказала, что может эффективно продемонстрировать свойственный жанру неприукрашенный, жёсткий стиль, сделав такие фильмы, как „Почтальон всегда звонит дважды“ (1946) и „Полицейский-мошенник“ (1954)».
Роберт Тейлор начал работать на студии Metro-Goldwyn-Mayer в 1934 году, проработав на ней в общей сложности 25 лет. Его карьера «была второй по продолжительности в истории студии — его опередил только Льюис Стоун, который проработал на студии 29 лет». Свои лучшие роли Тейлор сыграл в таких фильмах, как «Дама с камелиями» (1936), «Три товарища» (1938), «Мост Ватерлоо» (1940), «Батаан» (1943), «Камо грядеши?» (1951), а также в фильмах нуар «Джонни Игер» (1940), «Подводное течение» (1946), «Высокая стена» (1947), «Взятка» (1949) и «Девушка с вечеринки» (1958). По словам кинокритика Ханса Воллстейна, «хотя Роберт Тейлор ранее уже изображал и менее законопослушных персонажей, продюсер студии Луис Б. Майер никогда не позволял ему появляться в роли, настолько разрушающей его идеализированный образ, как роль коррумпированного детектива, которую он сыграл в этом фильме. Но к 1954 году Майера уже давно не было на студии, и новое руководство Metro-Goldwyn-Mayer быстро пожертвовало старомодным очарованием ради нелицеприятной, серьёзной гангстерской мелодрамы в стиле „Обнажённого города“ (1948)».
Фристоу отмечает, что «этот фильм был последним для Джанет Ли на студии Metro-Goldwyn-Mayer, подходя итог восьмилетнему периоду, когда она снималась главным образом в ролях инженю». К её лучшим картинам на этой студии относятся фильм нуар «Акт насилия» (1948), приключенческая комедия «Скарамуш» (1952) и вестерн «Обнажённая шпора» (1953). После ухода со студии она сыграла в таких значимых картинах, как «Печать зла» (1958), «Психо» (1960, номинация на Оскар за лучшую роль второго плана) и «Маньчжурский кандидат» (1962).
«Несгибаемый ветеран гангстерских фильмов студии Warner Bros. Джордж Рафт» памятен по ролям в таких криминальных и гангстерских фильмах, как «Лицо со шрамом» (1932), «Человек под прикрытием» (1932), «Стеклянный ключ» (1935), «Ты и я» (1938), «Каждое утро я умираю» (1939) и «Они ехали по ночам» (1940).

## Оценка фильма критикой

### Общая оценка фильма
Сразу после выхода фильма на экраны кинокритик Босли Краузер на страницах «Нью-Йорк таймс» дал ему достаточно позитивную оценку, написав, что он «не настолько исключителен в построении и исполнении, чтобы чем-то удивить. Тем не менее, это хорошо сделанная мелодрама, произведённая и поставленная в жёстком, чётком стиле, с очень хорошей игрой Роберта Тейлора в немного отталкивающей заглавной роли».
Сходную оценку дал картине современный кинокритик Деннис Шварц, назвав его «главным образом психологической историей о коррумпированном полицейском сержанте». Шварц считает, что «психологически фильм сложнее, чем большинство историй про грязных копов, но всё-таки эта сторона картины не настолько притягивает и захватывает. Это скорее хороший боевик, чем что-либо иное», добавляя, что это «обычная история падшего копа, но её выручает сильная игра Тейлора». Шварц обращает внимание на то, что это «один из немногих фильмов нуар, сделанных на студии „Метро-Голдвин-Майер“», которая в данном случае хотя и «использовала больших звёзд, но не пыталась поразить производственными расходами», в частности, съёмки городских сцен проводились в стандартных студийных павильонах, а операторская работа Джона Зейтца придала картине нуаровый налёт".

### Сопоставление с другими фильмами
По мнению Краузера, фильм выделяется в лучшую сторону среди криминальных картин своего времени. В частности, он сравнивает картину с вышедшим непосредственно перед ним другим "фильмом о нарушении полицейского долга — «Личный ад 36» (1954). Без сомнения, такая преемственность является чистым совпадением, но может дать некоторое основание подумать о существовании просчитанной кампании по показу и разоблачению слуг закона, идущих не тем путём. Он пишет, что «„Полицейский-мошенник“, также как и его предшественник, показывает, что участь полицейского не улучшается, когда он пытается повысить свой доход с помощью бесчестных поступков и взяток от преступников. Действительно, фильм проводит мысль, что этот способ не только действует разлагающе, но и таит в себе опасность, и чем быстрее продажный коп искупит свою вину героическим поступком, тем лучше будет для всех».
Фристоу отмечает, что это второй фильм, поставленный по роману Уильяма П. Макгиверна за короткий период. Годом ранее вышла «Большая жара» (1953) Фритца Ланга с Гленном Фордом в главной роли. Оба фильма имеют «значительные сходства», в частности, в обеих картинах «коп идёт на разгром коррупционной организации после убийства любимого человека». Эти два фильма сопоставляет и журнал TimeOut, указывая, что «в тот же год, когда он написал „Большую жару“, историю о честном детективе, который мстит за свою убитую жену, Уильям Макгиверн опубликовал „Мошенника-полицейского“, более интересную вариацию, в которой коррумпированный детектив мстит за своего убитого брата». Журнал полагает, что благодаря авторитету Фритца Ланга как ведущего представителя авторского кино своего времени его фильм «стал классикой», а «работа Роулэнда осталась мало известна, хотя в драматическом плане она крепче, сложнее и более непредсказуема».

### Оценка работы режиссёра и творческой группы
Критики положительно оценили режиссёрскую работу Роя Роулэнда. В частности, Краузер отметил, что её «отличает энергия и ясность», а Воллстейн добавил, что «фильму в огромной степени помогает сдержанная, серьёзная режиссёрская работа Роя Роулэнда в духе „только факты, мэм“».
Положительно была отмечена и работа оператора. Так, Фристоу называет, что «её достаточно атмосферичной, чтобы принести Джону Зейтцу номинацию на Оскар», а TimeOut добавляет, что «мода на натурные съёмки только что прошла, и мы вернулись, к сожалению, в уличную декорацию Metro-Goldwyn-Mayer, хотя фильм и снят атмосферически Джоном Зейтцем».

### Оценка актёрской игры
Среди актёров наибольшего внимания и похвал был удостоен Тейлор. Так, Кроутер отмечает, что «Тейлор играет роль с холодной решимостью, которая привносит определённый реализм в тот запятнанный образ копа, который Сидни Бём очертил в своём плотном, наполненном разговорами сценарии». Фристоу считает, что «роль позволила Тейлору, в прошлом романтическому главному герою, обрести более грубую и мрачно захватывающую грань, что его бывший босс Луис Б. Майер вряд ли бы когда-либо позволил». Воллстейн также полагает, что «при поддержке новичков студии Тейлор выглядит обновившимся и энергичным».
По мнению Кроутера, «Рафт, частота появления которого в криминальных фильмах в последнее время снизилась, также хорош», а Воллстейн с юмором добавляет, что «Рафт, как он уже много раз делал это ранее на „Warner Bros.“, вновь красочно умирает под градом пуль».
Роберт Элленстейн, Стив Форрест, Джанет Ли и Энн Фрэнсис также удостоились похвалы со стороны Краузера. Фристоу же отметил Ли, «которая находилась на пике красоты» и «привлекательную блондинку Фрэнсис». По мнению TimeOut, Фрэнсис сыграла даже лучше, чем Глория Грэм в аналогичной роли в «Большой жаре», однако работу Ли журнал посчитал скучной.